# Mariensäule (Liberec)

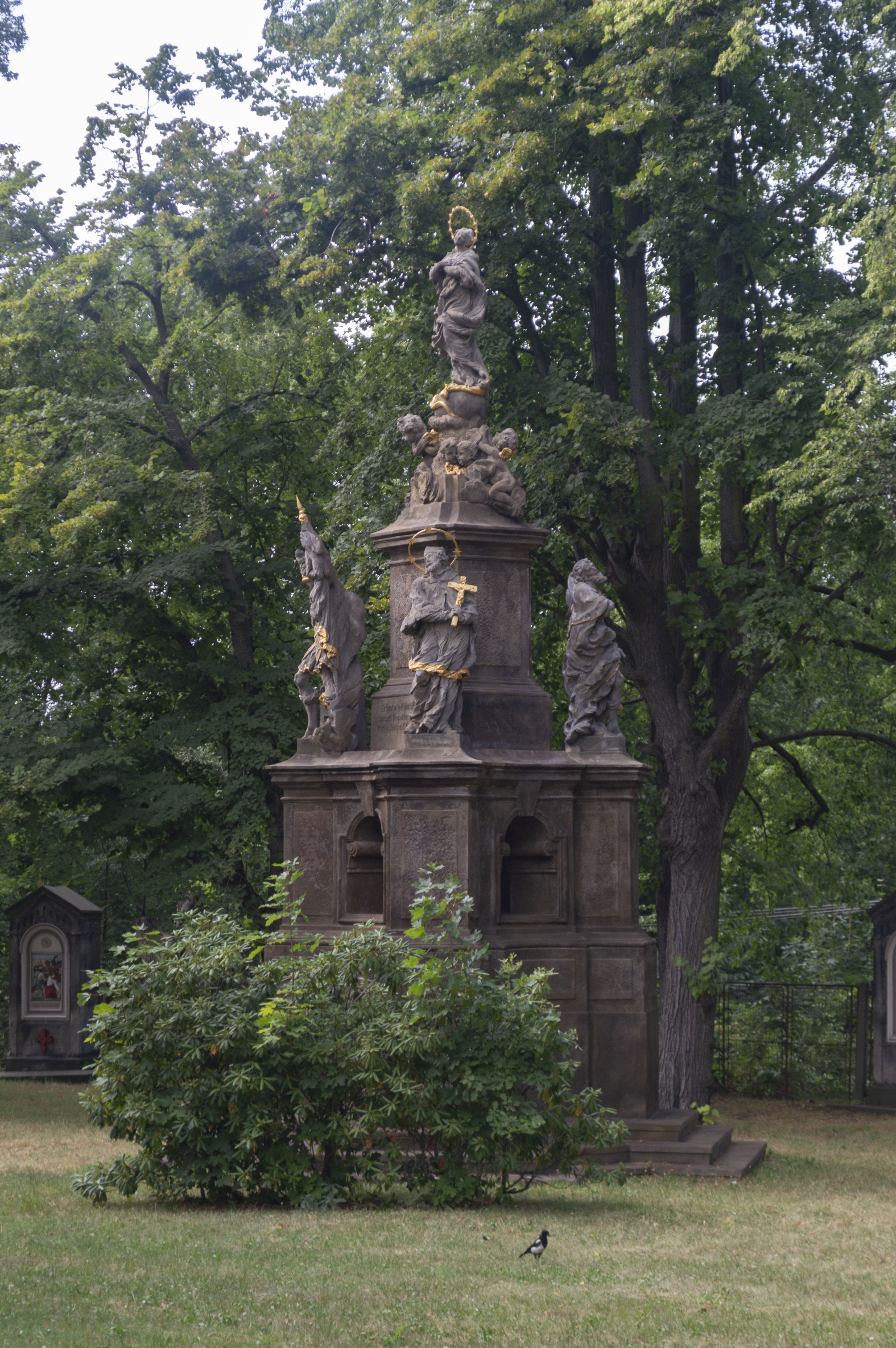
Mariensäule in der Nähe der Heilig-Kreuz-Kirche in Liberec (2019)

Die Mariensäule in Liberec (deutsch: Reichenberg) entstand im Jahr 1719 auf Auftrag Christian Karl von Platz und Ehrentals. Der war von der Pest verschont geblieben und stiftete aus Dank die Mariensäule, die der in Böhmen berühmte Bildhauer Matthias Bernhard Braun anfertigte. Zunächst stand sie vor der Antoniuskirche auf dem heutigen Sokolov-Platz. Im Jahr 1830 wurde sie renoviert und 1877 zur Heilig-Kreuz-Kirche vor den Kreuzweg gestellt, wo sie sich bis heute befindet.

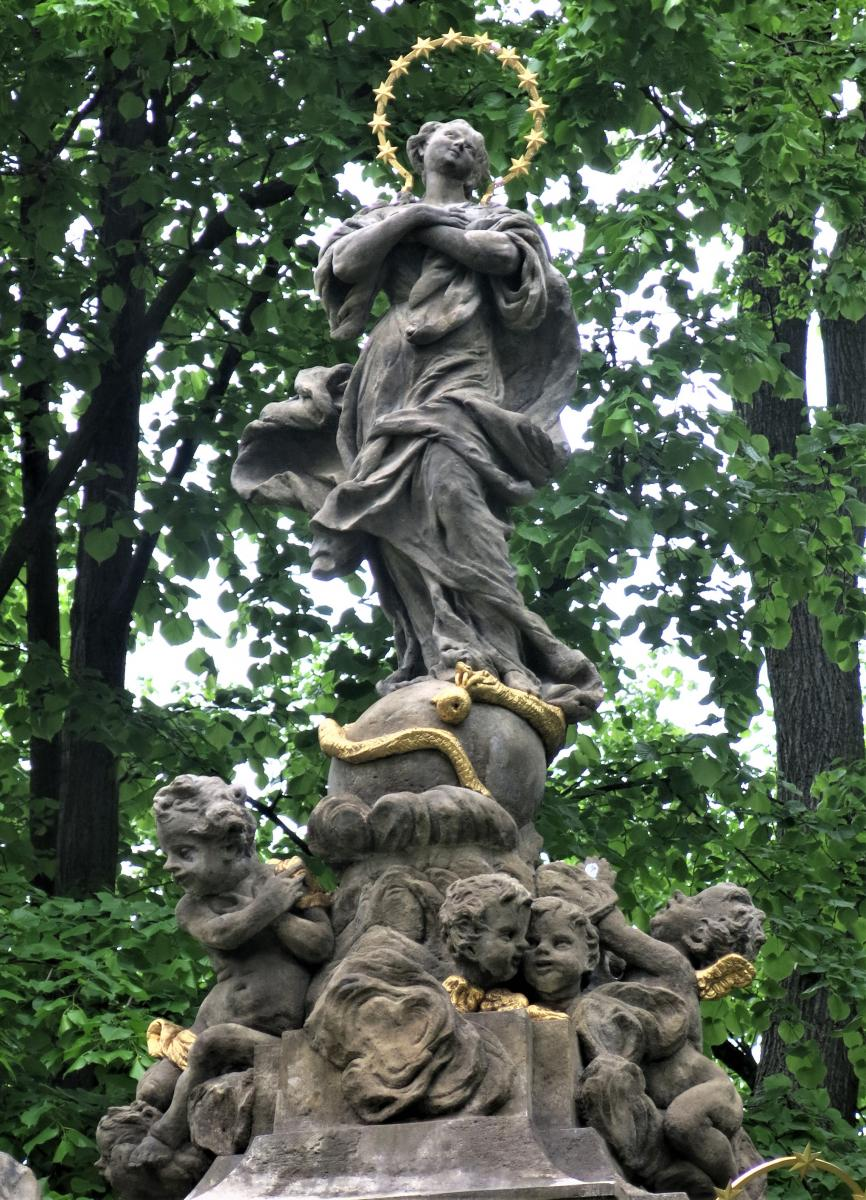
Nahaufnahme der Marienstatue

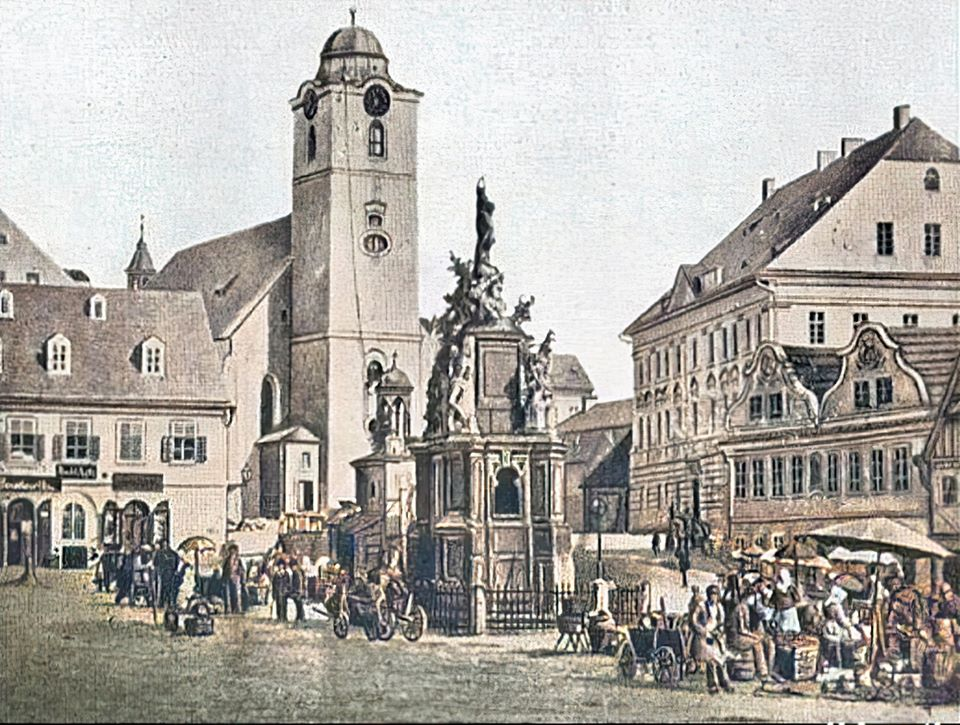
Mariensäule vor dem Heiligen Grab und der Antoniuskirche in Liberec (18. oder 19. Jahrhundert)

Anlässlich der Umsetzung der fünf Statuen urteilte das Nordböhmische Volksblatt in diesem Jahr: „Die Statuen (...) machten zwar keinen Anspruch auf Kunstwerth, erhoben sich aber doch sehr über die Mittelmäßigkeit.“
Die Marienstatue steht auf einer Weltkugel, die sich wiederum auf einem achteckigen Fundament befindet, worauf zu den Seiten vier Statuen stehen: der heilige Florian, der aus einem Krug Wasser auf ein brennendes Haus gießt; der heilige Johannes Nepomuk mit Kruzifix und Fünf-Sterne-Kranz; der heilige Rochus als Pilger, flankiert von dem Hund, der ihm Brot bringt; der heilige Sebastian an der Martersäule. In der Mitte der vier Statuen steht das unmittelbare viereckige Fundament einiger Putten und der Weltkugel mit der heiligen Maria.